# Cyclobutane
Le cyclobutane est un hydrocarbure et plus précisément un alcane cyclique, un cycloalcane de formule brute C4H8, les quatre atomes de carbone étant placés au sommet d'un carré non plat.
Un cycle chimique à quatre atomes provoque d'importantes tensions de cycle qui conduisent ce type de molécule à être relativement instable et le cycle à être non plat contrairement aux cycles cyclopropane. On peut cependant l'obtenir par cycloaddition photochimique entre deux molécules d'éthène.